# Galvarino (planetka)
(1992) Galvarino je planetka sluneční soustavy v hlavním pásu o přibližném průměru 10 km. Byla objevena 18. července 1968 na chilské národní astronomické observatoři v Cerro El Roble Carlosem Torresem a S. Cofrem. Byla pojmenována po legendárním mapučském válečníkovi Galvarinovi, který bojoval proti Španělům v Araukánské válce.